# Plaza de Andalucía (Algeciras)
La plaza de Andalucía es una plaza situada en la ciudad española de Algeciras.
Cercana al centro histórico de la ciudad y colindante con dos importantes vías de comunicación, la carretera Cádiz-Málaga y la avenida de Blas Infante, fue remodelada recientemente para albergar un centro comercial y empresarial.  Compañías tan relevantes como Dia, Movistar, Benetton o Foster's Hollywood disponen de locales en la plaza de Andalucía, que también cuenta con aparcamiento subterráneo.
El Consorcio de Transporte Metropolitano del Campo de Gibraltar, entidad reguladora del transporte público en la comarca, y la emisora de televisión municipal Onda Algeciras tienen su sede en la plaza de Andalucía.

## Eventos
Por su situación céntrica, la plaza de Andalucía suele ser la sede de eventos públicos como la mariscada de feria.

## Parada de autobús
La plaza de Andalucía es la parada de autobuses metropolitanos más cercana al centro neurálgico de la ciudad de Algeciras, la plaza Alta, y las calles comerciales adyacentes.
| Líneas de autobús con parada en la plaza de Andalucía | Líneas de autobús con parada en la plaza de Andalucía | Líneas de autobús con parada en la plaza de Andalucía |
| Línea                                                 | Trayecto                                              | Empresa                                               |
| ----------------------------------------------------- | ----------------------------------------------------- | ----------------------------------------------------- |
| M-120                                                 | Algeciras-La Línea                                    | Comes                                                 |
| M-130                                                 | San Roque-Algeciras                                   | Esteban                                               |
| M-170                                                 | San Pablo-Jimena-Castellar-Algeciras                  | Comes                                                 |
| Autobuses urbanos                                     |                                                       |                                                       |
| 1                                                     | Circular (Puerto-Bajadilla-La Juliana-Puerto)         | CTM                                                   |
| 3                                                     | Rinconcillo-San García por Puerto                     | CTM                                                   |
| 4                                                     | La Granja-Hospital por Estación de autobuses          | CTM                                                   |